# イリ＝イー
イリ＝イー（よりフィンランド語に近い表記ではユリ＝イーまたはウリ＝イー、フィンランド語: Yli-Ii、スウェーデン語: Överijo オヴェリヨ}）はフィンランド北部北ポフヤンマー県の自治体。オウルンカーリ郡に属する。
フィンランド語のみを公用語にしている。
キエリッキケスクスと呼ばれるフィンランドの考古学上重要な先史博物館がよく知られている。
2013年1月1日にオウルと合併した